# Wojaleite
Die Wojaleite ist ein Naturschutzgebiet und Geotop zwischen Woja, einem Ortsteil der Stadt Rehau, und Oberkotzau im oberfränkischen Landkreis Hof.

## Lage und Geologie
Die Wojaleite erstreckt sich westlich von Woja in Richtung Oberkotzau und Haideck. Die Bahnstrecke Cheb–Oberkotzau durchquert das Gebiet. Die Wojaleite ist ein von Serpentinit durchsetzter Steilhang mit Kiefern rechts der Schwesnitz, am linken Ufer befindet sich die ebenfalls geschützte bewaldete Heidleite.
Der Serpentinitzug der Wojaleite ist vom Bayerischen Landesamt für Umwelt als bedeutendes Geotop (Geotop-Nummer: 475R011) ausgewiesen. Der Serpentinitzug am Rande der Münchberger Hochfläche ist ein markanter Härtling, der sich beim nicht weit entfernten Burgstall Haideck  und weiter beim Blauen Fels und dem Haidberg fortsetzt. Dieser Verlauf beschreibt den Übergang von der Münchberger Gneismasse zum Fichtelgebirge mit einem schmalen Band Randamphibolit, gefolgt von der Phyllit-Prasinit-Serie aus dem Neoproterozoikum, wo neben Serpentinit auch das ebenfalls metamorphe Eklogit und diverse Minerale zu finden sind.
Spuren von Pingen und Gräben sind Zeugnisse historischen Tagebaus. Der Steinbruch am Ortsrand von Wurlitz wurde seit 1886 zur Gewinnung von Schotter für den Eisenbahnbau betrieben. Das Serpentinit mit einem Farbspektrum von grünblau bis schwarzgrau wird dort als graugrün und fettig glänzend beschrieben. Es wird als Schotter verwendet, weil es als florafeindlich gilt. Später wurde auch Sand für Dachpappenbeschichtung gewonnen. Der Steinbruch ist noch aktiv, seit 1956 ist seine Ausdehnung auf das Schutzgebiet nicht mehr möglich.

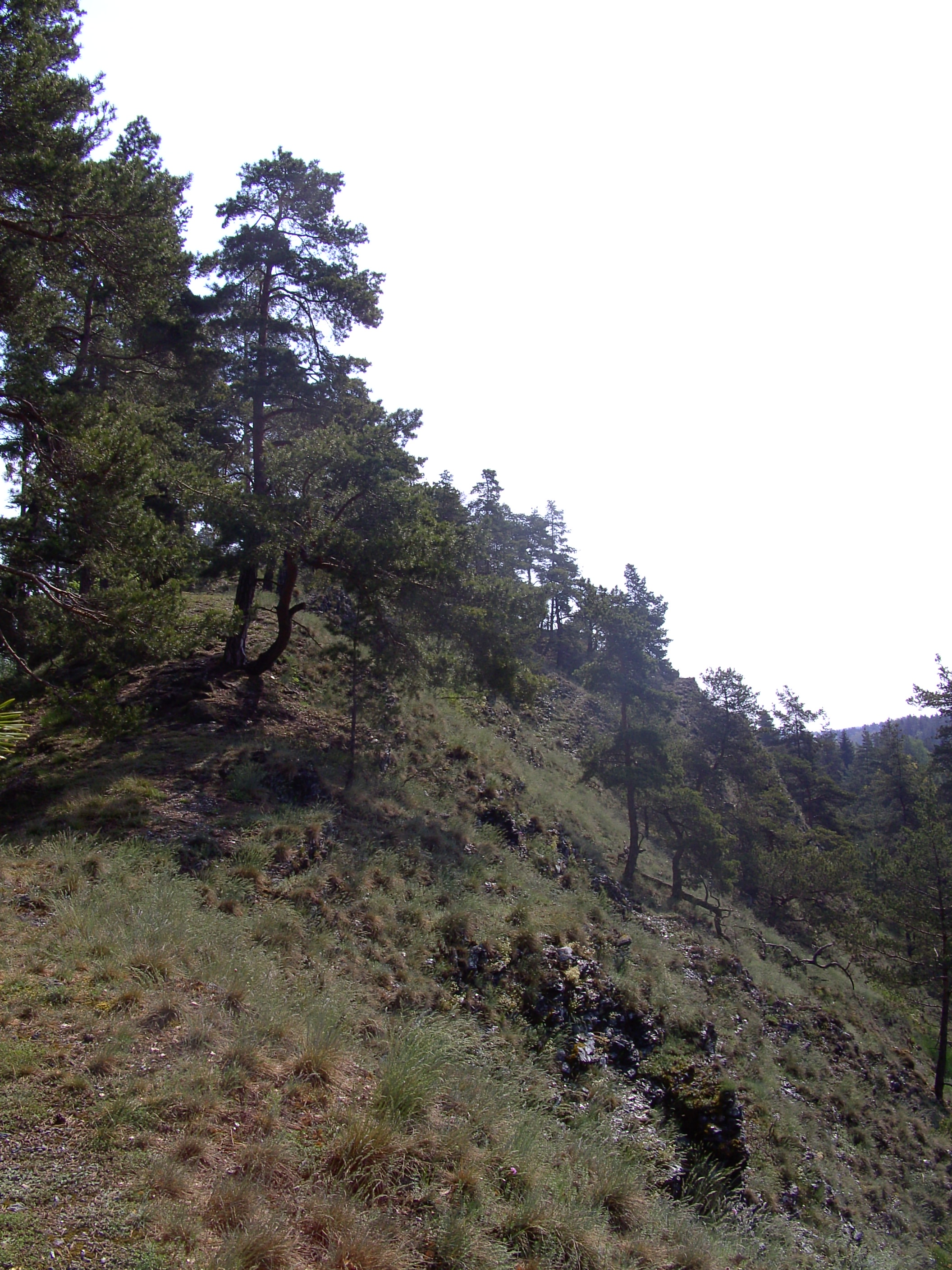
Wojaleite
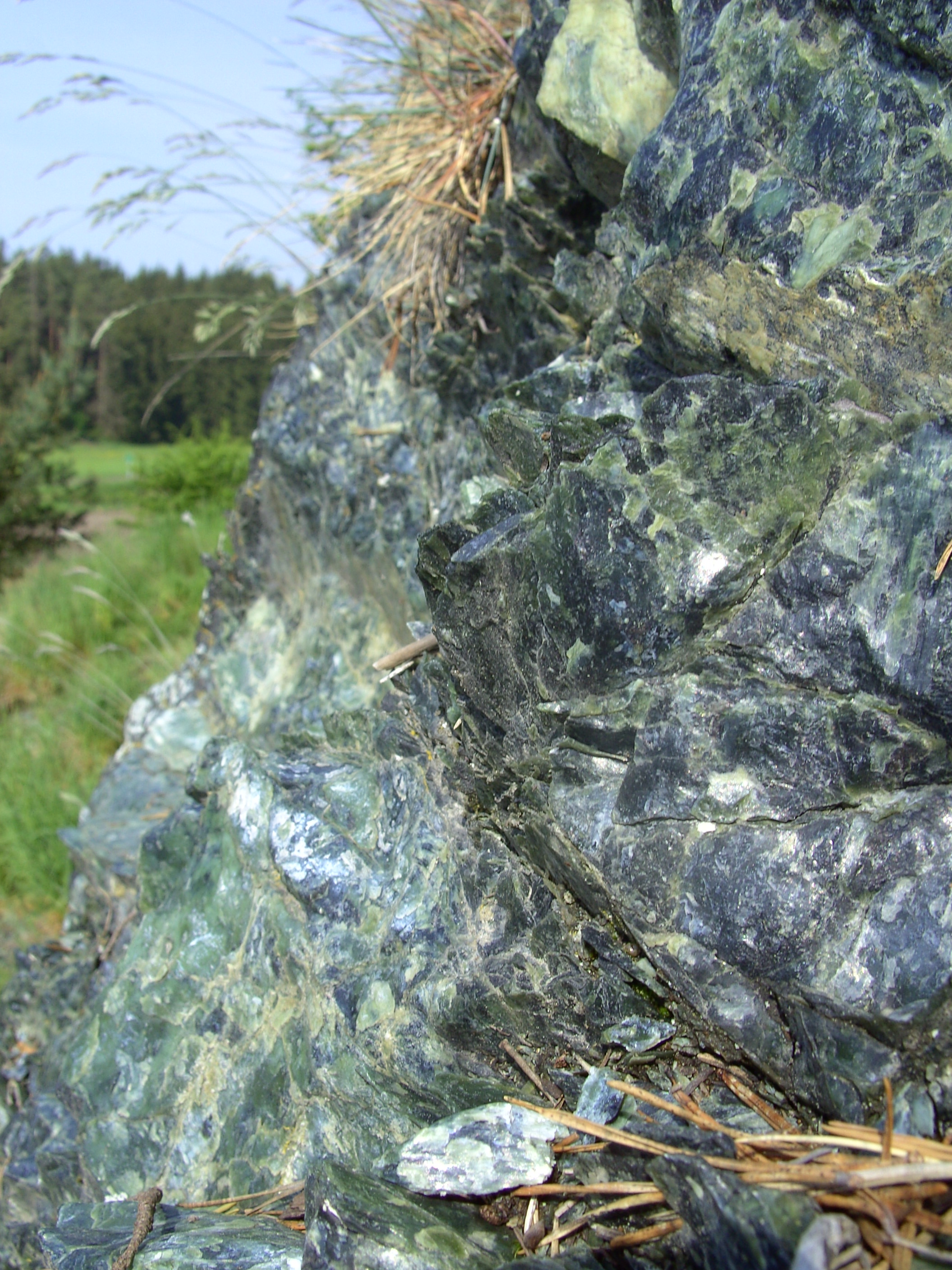
Serpentingestein
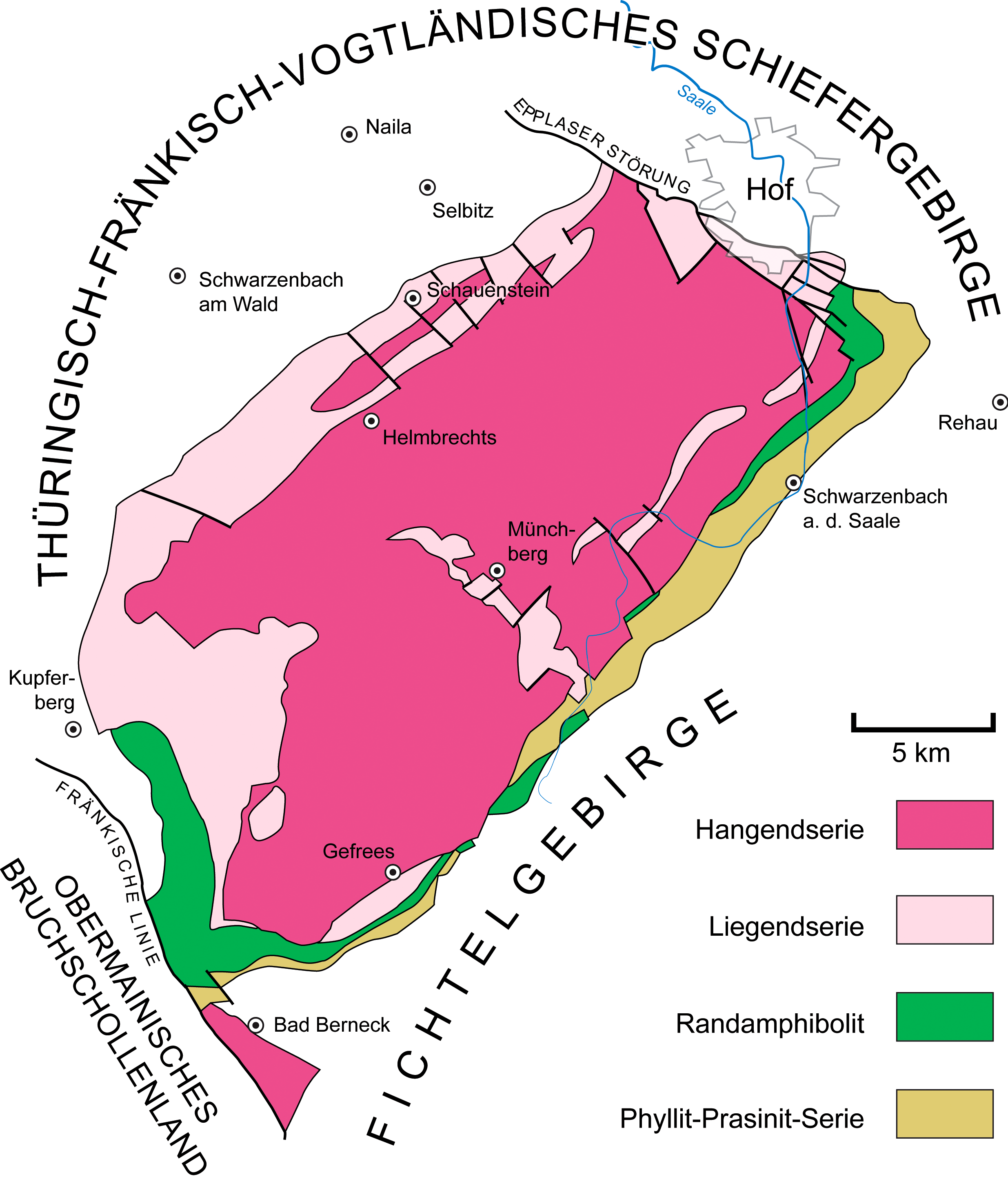
Wojaleite am nordöstlichen Rand der Münchberger Gneismasse

## Pflanzengemeinschaft
In diesem Naturschutzgebiet ist eine seltene Felsenheideflora auf Serpentinit erhalten. Das magnesium- und eisenreiche Serpentingestein bewahrt schon seit vielen Jahrtausenden eine Vegetation, die andernorts vollkommen verschwunden ist. Es handelt sich um eine Pflanzenwelt, die sich teils während der letzten Eiszeit mit ihren vorrückenden Gletschern in dieses Areal zurückgezogen hat, also voreiszeitlichen Charakter hat. Weitere Pflanzen haben sich nach einer warmen Phase und anschließender Abkühlung hierhin zurückgezogen. Sulke betont, dass diese Vegetation etwa fünfmal so alt ist, als andere heimische Pflanzen. Seit dem Jahr 1956 steht dieses Relikt unter Landschaftsschutz, seit 1976 unter Naturschutz. Es ist außerdem FFH-Gebiet im ökologischen Netz Natura 2000. In diesem Zusammenhang wird auch auf seltene Tiere, wie den Kammmolch, hingewiesen. Zur Ausweitung des Gebietes wurden 2006 Kiefern ausgelichtet.
Die seltenen Pflanzen aus der Graskrautschicht werden dem südlichen alpinen Bereich und dem nördlichen skandinavischen Bereich zugeordnet. Zum alpinen Bereich zählen die Pfingstnelke (Dianthus gratianopolitanus), die Strand-Grasnelke (Armeria maritima subsp. elongata) als Lokalendemit, der Blaugraue Schwingel (Festuca glauca), der Serpentin-Streifenfarn (Asplenium cuneifolium), der Nordische Streifenfarn (Asplenium septentrionale), der Braungrüne Streifenfarn (auch Bastard-Streifenfarn, Asplenium adulterinum), der Schwarzstielige Streifenfarn (Asplenium adjatum nigrum serpentini), der Scharfe Mauerpfeffer (Sedum acre), das Echte Labkraut (Galium verum), das Alpen-Leinblatt (Thesium alpinum), das Taubenkropf-Leimkraut (Silene cucubalus) und der Alpen-Zwergbuchs (auch Buchsblättrige Kreuzblume, Polygala chamaebuxus). Zum skandinavischen Bereich zählen der Grönländische Steinbrech (Saxifraga rosacea Moench), das Heidekraut (Erica), darunter das Frühlingsheidekraut (Eica carnea) und die Preiselbeere (Vaccinium vitis-idaea).

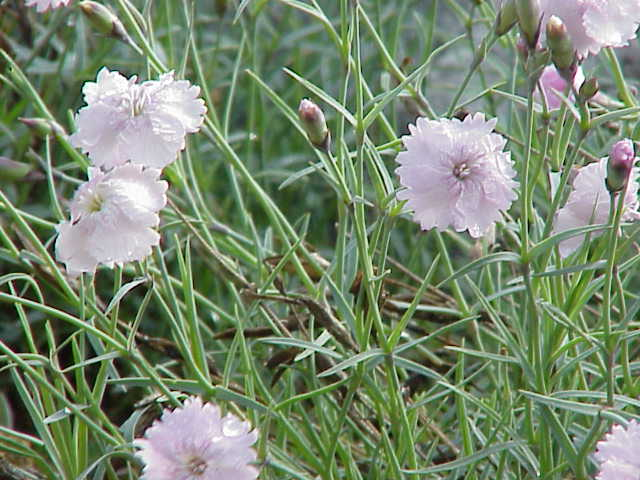
Pfingstnelke
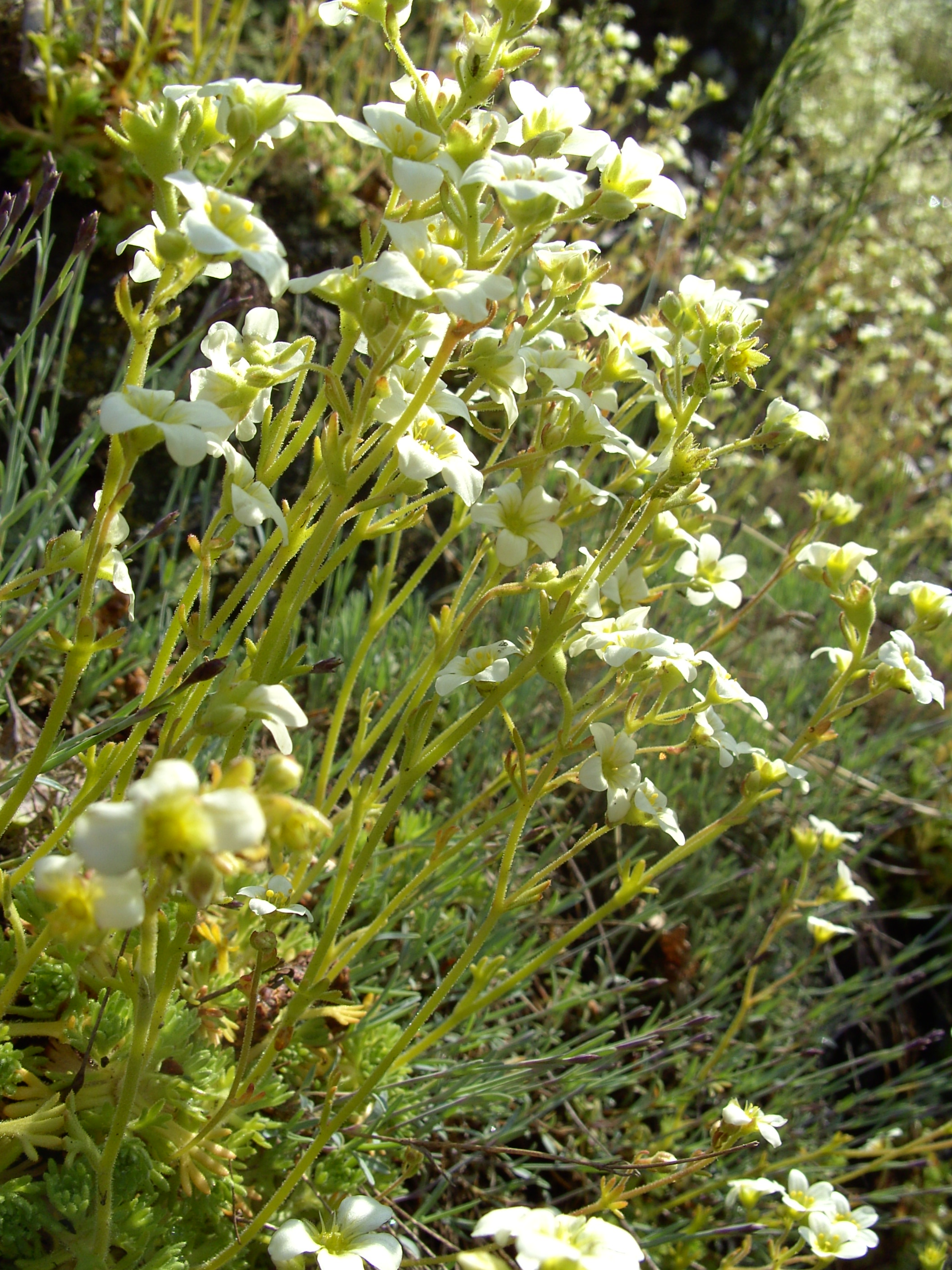
Grönländischer Steinbrech
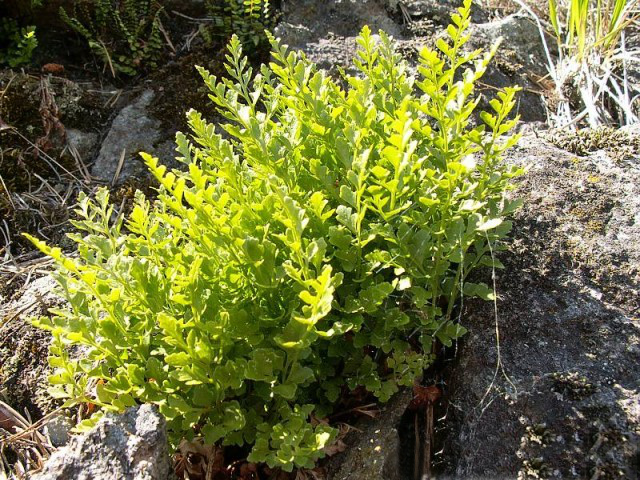
Serpentinit-Streifenfarn
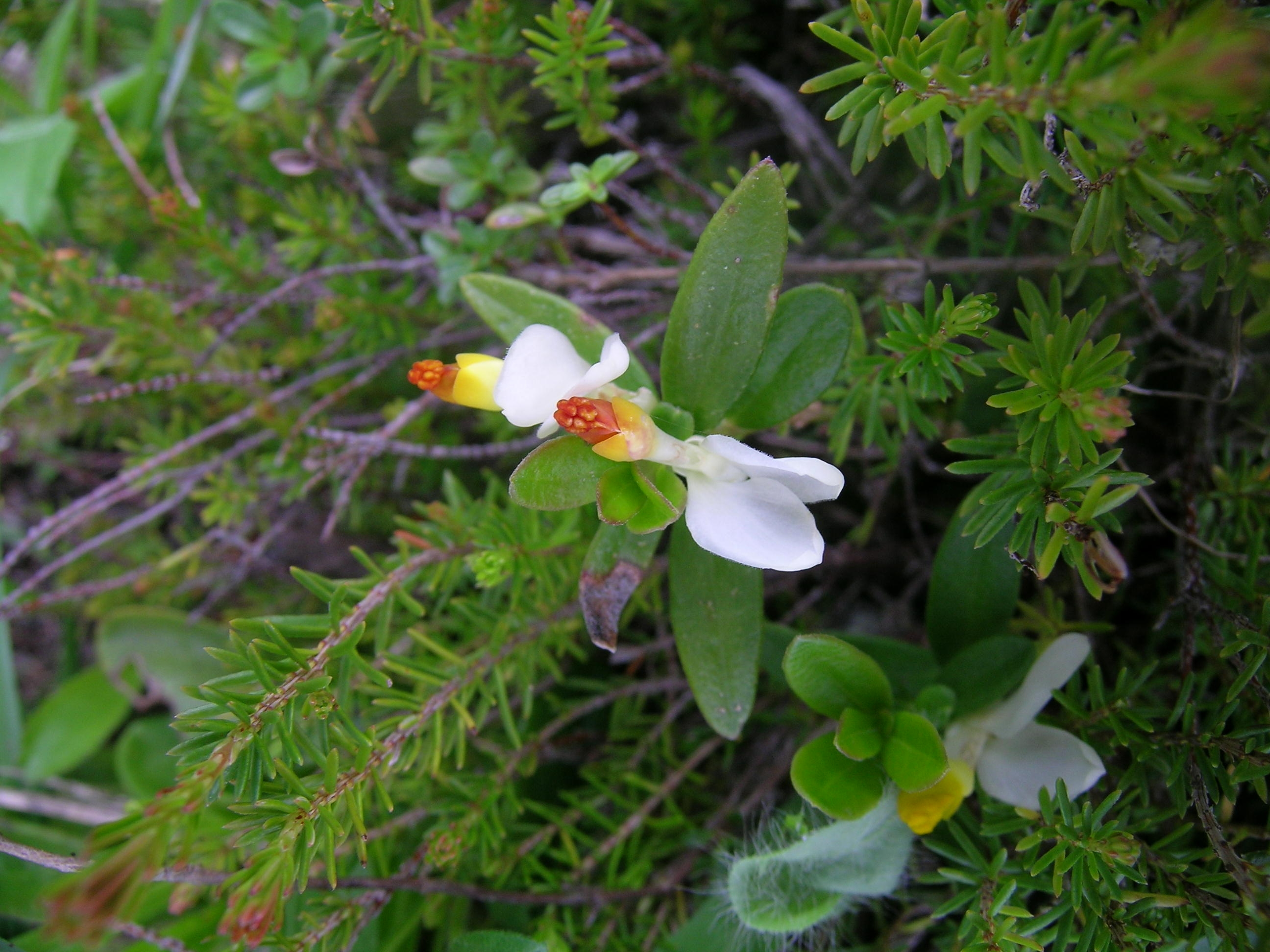
Buchsblättrige Kreuzblume